# Willa Berneaud
Willa Berneaud – zabytkowa willa w Gdańsku. Mieści się we Wrzeszczu przy ul. Do Studzienki 39. Została zbudowana w latach 1895-1900. Od 1998 widnieje w rejestrze zabytków.